# Stazione di Shibata (Niigata)
La Stazione di Shibata (新発田駅?, Shibata-eki) è una stazione ferroviaria situata nella città di Shibata, nella prefettura di Niigata in Giappone, appartenente alla linea principale Uetsu e termine per la linea Hakushin della JR East.

## Linee e servizi
East Japan Railway Company
■ Linea principale Uetsu
■ Linea Hakushin

## Struttura
La stazione è costituita da un marciapiede laterale e uno a isola, con quattro binari passanti totali, collegati da sottopassaggio al fabbricato viaggiatori. Nella stazione si trovano servizi, biglietteria automatica e presenziata, una sala d'attesa e un chiosco. Sono inoltre presenti tornelli automatici con supporto alla bigliettazione elettronica Suica.
| 0 | ■ Linea Hakushin         | per Toyosaka e Niigata                                   |
| 1 | ■ Linea principale Uetsu | per Sakamachi e linea Yonezawa, Murakami, Sakata e Akita |
| 2 | ■ Linea principale Uetsu | per Mizuhara e Niitsu                                    |
| 2 | ■ Linea Hakushin         | per Toyosaka e Niigata                                   |
| 3 | ■ Linea principale Uetsu | Binario di servizio                                      |
| 3 | ■ Linea Hakushin         | per Toyosaka e Niigata                                   |

## Stazioni adiacenti
| «                      | Servizio                                           | »                      |
| Linea principale Uetsu | Linea principale Uetsu                             | Linea principale Uetsu |
| ---------------------- | -------------------------------------------------- | ---------------------- |
| Nakaura                | Locale                                             | Kaji                   |
| Toyosaka               | Rapido "Benibana" Rapido "Rakuraku Trein Murakami" | Nakajō                 |
| Linea Hakushin         |                                                    |                        |
| Nishi-Shibata          | Locale                                             | Kaji                   |
| Toyosaka               | Rapido Agano                                       | Nakajō                 |